# Chi Bèo cám
Chi Bèo cám (danh pháp khoa học: Lemna) là một chi thực vật có hoa trong họ Ráy

## Hình ảnh

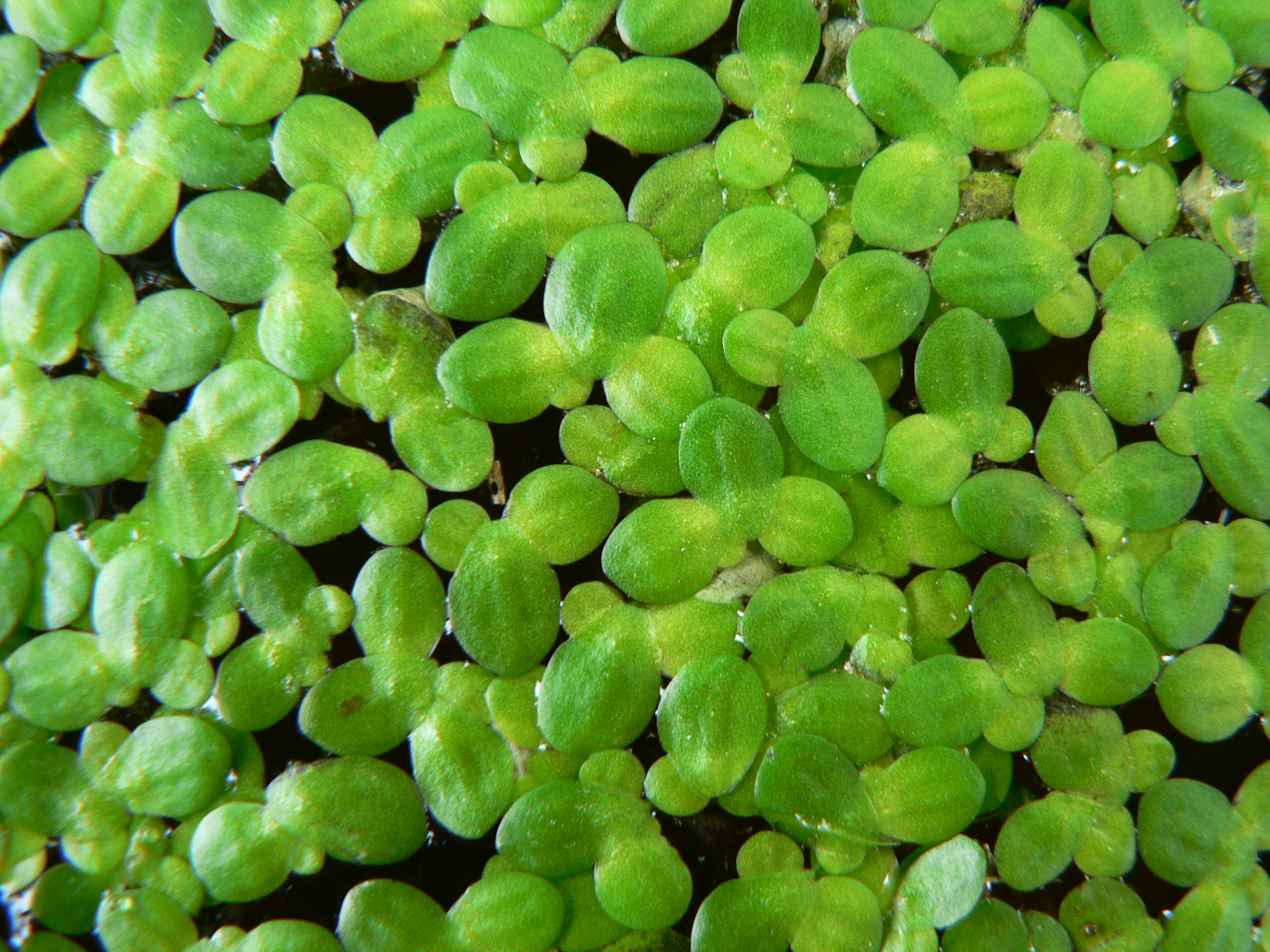
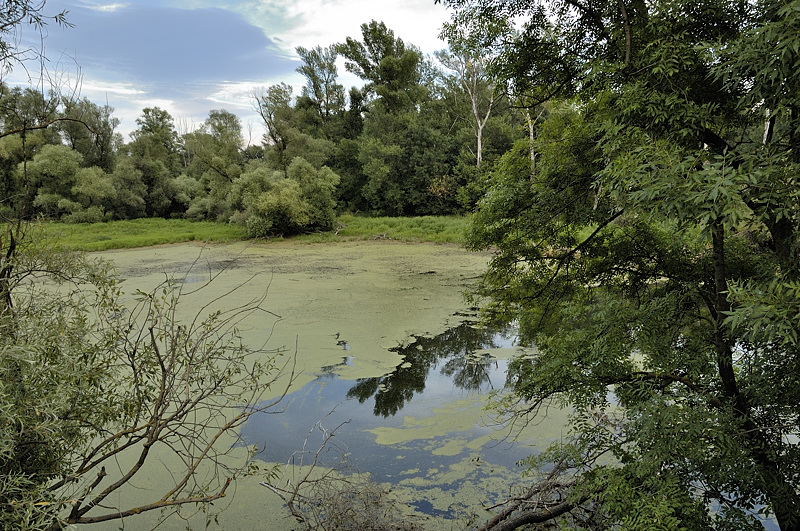
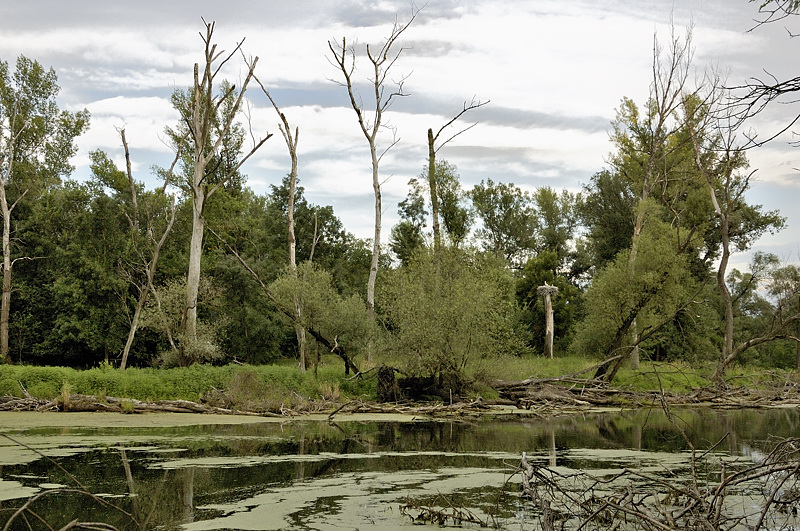
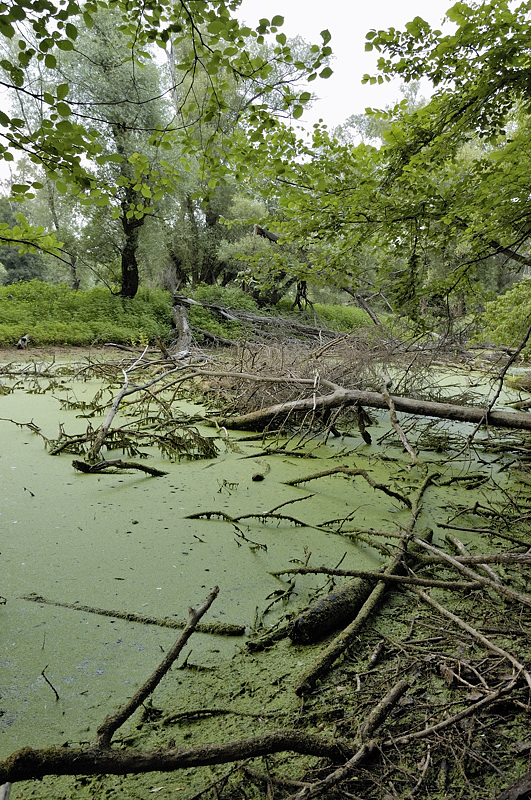

## Loài
Chi này gồm các loài sau: